# Episodi di Metropolitan Police (terza stagione)
La terza stagione della serie televisiva Metropolitan Police è stata trasmessa in anteprima nel Regno Unito dalla Independent Television tra il 21 settembre 1987 e il 7 dicembre 1987.
| nº | Titolo originale              | Titolo italiano | Prima TV UK       | Prima TV Italia |
| -- | ----------------------------- | --------------- | ----------------- | --------------- |
| 1  | The New Order of Things       |                 | 21 settembre 1987 |                 |
| 2  | Some You Win, Some You Lose   |                 | 28 settembre 1987 |                 |
| 3  | Brownie Points                |                 | 5 ottobre 1987    |                 |
| 4  | Missing, Presumed Dead        |                 | 12 ottobre 1987   |                 |
| 5  | Domestics                     |                 | 19 ottobre 1987   |                 |
| 6  | What Are Little Boys Made Of? |                 | 26 ottobre 1987   |                 |
| 7  | Blind Alleys, Clogged Roads   |                 | 2 novembre 1987   |                 |
| 8  | Double Trouble                |                 | 9 novembre 1987   |                 |
| 9  | Sun Hill Karma                |                 | 16 novembre 1987  |                 |
| 10 | Skipper                       |                 | 23 novembre 1987  |                 |
| 11 | Overnight Stay                |                 | 30 novembre 1987  |                 |
| 12 | Not Without Cause             |                 | 7 dicembre 1987   |                 |